# 西藏管网蛛
西藏管网蛛（学名：Filistata xizanensis）为管网蛛科管网蛛属的动物。在中国大陆，分布于西藏等地。该物种的模式产地在西藏。